# 深圳南山热电股份
深圳南山热电股份有限公司 （深交所：000037/200037，简称：深南电A/深南电B）是中国深圳证券交易所的上市公司，主营业务范围包括：生产经营供电、供热，从事发电厂（站）的相关技术咨询和技术服务。公司总股本60276.26万股（2011年）。
该公司总部位于中国深圳市南山区华侨城汉唐大厦16、17楼，法人代表为杨海贤。